# Kinderalbum
Kinderalbum (Детский альбом) op. 39 ist ein Zyklus von 24 Stücken für Klavier von Pjotr Iljitsch Tschaikowski.

## Geschichte
Im Sommer 1878 schrieb Tschaikowski sein Kinderalbum. „Ich möchte eine Reihe kleiner, leichter Solostücke komponieren, die, nach dem Beispiel Schumanns, für Kinder verlockende Titel haben“, erklärte der Komponist in einem Brief vom 30. Apriljul. / 12. Mai 1878greg. an seine Mäzenin Nadeschda von Meck. Er meinte damit Robert Schumanns wohl jedem Klavierschüler bekanntes Album für die Jugend.
Die Miniaturen aus dem Kinderalbum von Tschaikowski sind im Gegensatz zu jenen von Schumann sprichwörtlich „kinderleicht“ zu erlernen und ihre Themen auch kindgerecht.  

## Inhalt
1. Morgengebet
2. Wintermorgen
3. Reitenspiel
4. Mama
5. Marsch der Zinnsoldaten[2]
6. Krankheit der Puppe
7. Beerdigung der Puppe
8. Walzer
9. Die neue Puppe
10. Mazurka
11. Russisches Lied
12. Der Bauer spielt Ziehharmonika
13. Volkslied Kamarinskaja
14. Polka
15. Italienisches Lied
16. Altfranzösisches Liedchen[3]
17. Deutsches Liedchen
18. Neapolitanisches Liedchen[4]
19. Märchen der Kinderwärterin
20. Die Hexe
21. Süße Träumerei
22. Lied der Lerche
23. Der Drehorgelspieler singt
24. In der Kirche

## Bearbeitungen
- Anatoli Iwanow: Transkription des Kinderalbums von Pjotr Iljitsch Tschaikowski für Schlagzeug-Ensemble, veröffentlicht 1995.
- Galina Kroutikova: Drehbuch zu einem Kinder-Ballett (Kinderalbum) nach Tschaikowski